# Federazione dei Liberali
La Federazione dei Liberali (FdL) è stata una federazione politica fondata da Raffaello Morelli nel febbraio 1994 contestualmente allo scioglimento del Partito Liberale Italiano, subentrando ad esso come membro italiano dell'Internazionale Liberale. Si dichiarò alternativo alla destra sin dalla sua costituzione e, nel 1995, partecipò alla fondazione dell'Ulivo.
La federazione sosteneva la priorità politica dell'essere liberali e gravita nell'area di centro.

## Storia

### La diaspora liberale
La FdL nasce il 6 febbraio 1994, contestualmente allo scioglimento del Partito Liberale Italiano, travolto dallo scandalo di Tangentopoli, che nel maggio 1993 aveva costretto alle dimissioni il segretario Renato Altissimo, con l'eredità di una situazione economica difficile per il subentrato Raffaele Costa.
I fondatori furono i gruppi di centro-sinistra del disciolto partito, che elessero presidente Alfredo Biondi e coordinatore Raffaello Morelli, fino a quel momento presidente e vicepresidente del PLI, mentre Raffaele Costa aveva dato vita all'Unione di Centro. La FdL ereditò la sede nazionale del PLI in via Frattina a Roma, nonché il seggio del Partito Liberale Italiano all'Internazionale Liberale.
Alle elezioni politiche del 1994 i liberali vararono un manifesto di indirizzi politico-programmatici e in quest'ambito lasciarono libertà di candidatura. Biondi si candidò con Forza Italia, altri liberali scelsero il Patto per l'Italia, altri i radicali.
I nodi politici della FdL vennero al pettine subito dopo, in occasione delle elezioni europee del 1994. Biondi si trovò in minoranza perché non voleva la presentazione di liste autonome liberali nel solco della Partito Europeo dei Liberali, Democratici e Riformatori (ELDR). La FdL preparò sue liste in tutte le cinque circoscrizioni italiane ma, anche su pressione di Biondi nel frattempo divenuto Ministro della Giustizia nel Governo Berlusconi I, le liste riuscirono ad arrivare al voto solo in due circoscrizioni (Nord-Ovest e Isole). Così i risultati furono scarsi (0,16% su scala italiana).

### Il periodo 1994-1999
- Il primo congresso (1994). Al primo congresso nazionale (tenuto a Barga, LU, luglio 1994) la FdL confermò la linea di partito liberale autonomo nel solco del liberalismo europeo e internazionale, e di conseguenza contrario alle politiche del Governo Berlusconi. Il Congresso nominò Antonio Baslini presidente d'onore e confermò Raffaello Morelli nel suo incarico.
- Il secondo congresso (1995). La medesima linea politica – mantenere e sviluppare una presenza organizzata del movimento liberale e riaggregare tutti i liberali – venne sviluppata nel secondo Congresso (Roma, febbraio 1995). Fu votato un Manifesto politico che tratteggiava l'impegno dei liberali per smontare i blocchi elettorali dell'anno prima e per arrivare ad un'alleanza elettorale per irrobustire i meccanismi di una società più aperta. Durante il Congresso confluì nella FdL l'Unione Liberaldemocratica, il movimento cui Valerio Zanone aveva dato vita a seguito dell'abbandono del PLI da presidente nel giugno del 1993. Insieme alla presidenza d'onore di Baslini (che intervenne nonostante la malattia cui avrebbe ceduto poche settimane dopo), furono nominati Zanone presidente e Morelli segretario politico.
- La fondazione della coalizione l'Ulivo. La linea della FdL di contrasto del berlusconismo in nome delle idee liberali, trovò sbocco (giugno 1995) nel partecipare con altri dieci soggetti al formarsi della coalizione dell'Ulivo che candidava Romano Prodi alla Presidenza del Consiglio. In veste di fondatore la FdL fece parte del vertice dell'Ulivo che portò alle elezioni politiche del 1996. Nella parte maggioritaria la FdL sostenne l'Ulivo, mentre nella quota proporzionale, la FdL formò una lista insieme all'Unione Democratica di Antonio Maccanico, al PPI di Gerardo Bianco e al PRI di Giorgio La Malfa. Tuttavia la FdL non elesse alcun parlamentare perché si fecero errori di valutazione degli effetti tecnici del sistema dello scorporo (derivati dal successo dell'Ulivo nel maggioritario).
- Contrasti con l'Ulivo. In quello stesso periodo, e sempre più nei mesi e negli anni successivi, la FdL cominciò a distaccarsi dall'Ulivo a causa della divergente opinione sulla natura dell'Ulivo: se coalizione di partiti (tesi della FdL) oppure esso stesso partito tendenzialmente unico (tesi di Arturo Parisi di fatto condivisa da Prodi). In pratica, dopo il seminario di Gargonza (primavera 1997) la FdL riteneva di essere emarginata dall'Ulivo e finì per distaccarsene, sempre però mantenendo una linea fermamente contraria al berlusconismo considerato estraneo al liberalismo.
- Le elezioni europee del 1999. In vista delle elezioni europee del 1999, la FdL strinse un accordo elettorale con il PRI in nome della comune appartenenza alla famiglia del Partito Europeo dei Liberali, Democratici e Riformatori. La lista, denominata "Democratici Liberali Repubblicani Europei" con nel simbolo l'edera repubblicana e sullo sfondo il tricolore liberale, raccolse lo 0,54% (168.620 voti ) ed elesse un eurodeputato, espressione però dei repubblicani (Luciana Sbarbati).

### Il rapporto con la Margherita
- Il sostegno all'Ulivo di Rutelli (2001). La linea della FdL è restata sostanzialmente compatta fino al 5º Congresso (Roma, febbraio 2001) in cui venne deciso l'appoggio alla candidatura alla Presidenza del Consiglio di Francesco Rutelli in quanto esponente del gruppo ELDR al Parlamento Europeo e perché la FdL riteneva che le proposte e i comportamenti della Casa delle Libertà avrebbero introdotto elementi di illibertà.
- Quale rapporto con La Margherita?. Nei mesi successivi alla sconfitta alle elezioni politiche del 2001, cominciarono a manifestarsi delle divergenze nella FdL a proposito del rapporto da instaurare con La Margherita guidata da Francesco Rutelli. Il segretario Morelli e la maggioranza della FdL erano tendenzialmente contrari all'adesione al nuovo partito poiché ritenevano il progetto un passo in avanti verso l'indistinzione culturale nel centro sinistra, sbagliata di per sé, sostanzialmente estranea al liberalismo e controproducente nell'opposizione al Berlusconi II. Il presidente Zanone invece insisteva per prendervi parte. Venne deciso di confermare la contrarietà al progetto, ma di consentire, a chi l'avesse voluta, la partecipazione in chiave per così dire esplorativa, in modo da constatare meglio la fondatezza o meno delle preoccupazioni liberali. Zanone dal 2002 entrò a far parte dell'Assemblea Federale della Margherita . Per la maggioranza FdL, il progetto Margherita non aveva peraltro sviluppi positivi. E infatti al 6º Congresso FdL (Roma, gennaio 2003) venne ribadita la forte critica all'ulivismo indistinto e l'attenzione al processo di costituzione della Margherita, sottolineando però come apparisse difficile vedere in essa la possibilità di svolgimento e di identificazione di una funzione liberale. La FdL indicava espressamente nella Grande Alleanza di tutti i gruppi di cultura laica la risposta efficace per i problemi politici del paese.
- L'accordo con Segni-Scognamiglio (2004). Dall'estate 2003 in poi, il dibattito politico venne dominato dalla prospettiva delle Elezioni europee e dalla proposta prodiana della lista unica dell'area ulivista, nonostante che il sistema proporzionale non apparisse il più favorevole per l'operazione. La FdL, mantenendo una linea di opposizione al governo Berlusconi, continuava a criticare la linea dell'"ulivismo indistinto" e a rivendicare la necessità di un'autonoma presenza liberale all'interno del centrosinistra con riferimento all'ELDR. In questa ottica, la FdL cercò di mettere in pratica la linea della Grande Alleanza ma la cosa non decollò perché i riformatori dello Socialisti Democratici Italiani puntavano all'unità socialista, i repubblicani erano ormai spaccati tra La Malfa-Nucara (nell'orbita della Casa delle Libertà, con Nucara al governo) e la Sbarbati (in Uniti nell'Ulivo), i radicali pensavano all'autoconservazione. Non rimase che un accordo minimale con il Patto Segni-Scognamiglio basato sull'impegno di Carlo Scognamiglio ad aderire al gruppo ELDR. Alle elezioni europee del 2004, la lista del Patto ottenne però lo 0,53% (172.327 voti) e non elesse nessun parlamentare europeo.
- La rottura con Zanone (2005). A maggio del 2004, la FdL formò insieme a Fondazione Critica Liberale, Fondazione Libro Aperto, Fondazione Luigi Einaudi e la famiglia Malagodi, il Comitato per le Celebrazioni del Centenario della nascita di Giovanni Malagodi che si aprirono alla Camera dei deputati, alla presenza delle massime autorità dello Stato, con una commemorazione tenuta da Beatrice Rangoni Machiavelli, Giulio Andreotti, Giorgio Napolitano e Annemie Neyts-Uyttebroeck, presidente dell'Internazionale Liberale. Dopo le elezioni europee, due avvenimenti incentivarono la divergenze politiche nella FdL: la formazione a Bruxelles del Partito Democratico Europeo promossa da François Bayrou e Francesco Rutelli e le vicende del referendum contro la legge sulla Procreazione Medicalmente Assistita, votata dal centro destra e dalla Margherita. Per il Segretario Morelli e gran parte della FdL il distacco dall'ELDR degli esponenti della Margherita (seppure mitigato dalla comune appartenenza al gruppo dell'ALDE al Parlamento europeo) e lo schierarsi di Rutelli e della Margherita su una linea obiettivamente neo-clericale, non dava spazio ad ipotesi di presenza di liberali in quel partito. In seguito a questi sviluppi, nel novembre 2004 Zanone, sostenendo il contrario e convinto che i liberali di sinistra devono stare nel centrosinistra, fondò l'Associazione per la Democrazia Liberale, senza tuttavia l'intento di costituire un nuovo partito di ispirazione liberale. Dopo alcuni mesi di discussione, il dissenso giunse al punto di non ritorno dopo il Consiglio Nazionale FdL di metà giugno 2005 in cui la FdL, fautrice da tempo del sistema delle primarie, decise di prendere parte con una giovane donna alle primarie del centro sinistra previste per l'autunno e insistette perché anche Zanone sostenesse questa linea. La richiesta non venne accolta sia perché Zanone si riteneva ormai dimissionario da Presidente sia per le pressioni della Margherita, decisamente contraria alla presentazione di candidature differenti da quella di Romano Prodi. Dopo una polemica con il coordinatore delle primarie Vannino Chiti, la FdL, ormai impossibilitata a presentare un proprio candidato, continuò ad invitare al voto nelle primarie dell'Unione, ritenute un importante strumento partecipativo, ma ormai il rapporto politico con Zanone si era concluso. Tanto che a fine ottobre Zanone, anticipando di una settimana il 7º Congresso FdL, organizzò un incontro ufficiale con Prodi nella sede dell'Unione per presentare le proposte programmatiche dell'Associazione per la Democrazia Liberale, anche come riferimento dei liberali che si riconoscevano nella prospettiva del Partito Democratico.

### Dal 7º Congresso in poi
- L'accordo con "Critica Liberale". Il 7º Congresso FdL (Firenze, novembre 2005) rivolse un appello a tutti coloro che operano come singoli o associati nell'area liberale perché, pur mantenendo la rispettiva autonomia, vogliano dare vita ad un raggruppamento politico unitario, la “Costituente dei Liberali”, a sostegno – recita il manifesto – della concezione del mondo pluralista e multipolare, fondata sulle differenze e contrapposta al pensiero uguale per tutti e al conformismo comunitario, che caratterizza l'Internazionale Liberale e l'ELDR. Un primo passo in questa direzione è stata la stipula, durante il Congresso, del Patto di consultazione e collaborazione con Critica Liberale, la rivista diretta da Enzo Marzo, con l'espresso obiettivo di contribuire come soggetto autonomo allo sviluppo dell'Unione rendendola più riconoscibile alla mentalità liberale. Il Congresso elesse poi Presidente Raffaello Morelli e una Segreteria composta da Gianmarco Brenelli, Antonio Colantuoni, Pietro Paganini, Lucia Pignatelli e Fabrizio Prosperi.
- Il tentativo di allargare l'Unione. Nell'inverno 2005/2006, Critica e FdL si attivarono per allargare l'Unione ad un soggetto liberale ma non riuscirono nell'intento per il veto posto dalla Democrazia è Libertà - La Margherita (e accettato dai Democratici di Sinistra); Critica e FdL garantirono comunque l'appoggio all'Unione. La FdL, in particolare, sostenne l'opportunità del voto dei liberali per la coalizione dell'Unione, ritenendolo, nonostante il programma e la variegata coalizione, l'unico strumento disponibile per chiudere l'era berlusconiana, secondo il criterio dell'alternanza e per imboccare la strada della politica come confronto secondo le regole. Alle elezioni politiche del 2006 la FdL non si presentò direttamente, ma dichiarò un appoggio a quelle liste dell'area laica dell'Unione meno distanti dai liberali (Rosa nel Pugno, Italia dei Valori e Repubblicani Europei, che fanno parte del Partito dei Liberali Europei, ed alla Lista Consumatori).

In occasione del referendum costituzionale del giugno 2006, la FdL e Critica Liberale hanno lanciato un manifesto comune a sostegno del no.

### Unità dei Liberali e Scelta Europea
Il 23 settembre 2007 la FdL insieme ad altre forze politiche liberali (Nuovo PLI, Liberali Sardi, Veneto Liberale, Giovani Liberali ed altre associazioni di stampo liberale) ha organizzato a Verbania un tavolo di discussione e di confronto per trovare un'unità di intenti in vista dei prossimi appuntamenti elettorali e soprattutto per far tornare i liberali italiani al centro della vita politica italiana. Questo incontro è scaturito dalla nascita del Coordinamento dei Liberali Italiani  e dalla stesura di un Manifesto Costituente.
In occasione delle elezioni politiche del 2008 la FdL non ha raggiunto accordi con nessuna lista presente alla competizione elettorale. Rifiutata la prospettiva dell'ulivismo indistinto (il Partito Democratico) sono andate a vuoto le trattative con l'Unione di Centro di Casini e con il Partito Socialista di Boselli.
Il segretario Morelli in una lettera pubblicata sul sito del movimento indica la strada della scheda bianca o nulla.
Il 24 gennaio 2014 il Partito ha aderito al Manifesto Programmatico In Cammino per Cambiare, unitamente ad altre iniziative di ispirazione liberale quali Centro Democratico, Conservatori e Social Riformatori, Fare per Fermare il Declino, Scelta Civica, Partito Liberale Italiano e Partito Federalista Europeo.
Scelta Europea fu il nome della lista che aggregava partiti, movimenti e fondazioni di orientamento liberale, europeista e federalista, al fine di presentare alle elezioni europee un progetto che potesse superare facilmente la soglia di sbarramento del 4%. Tuttavia la lista ottenne solo lo 0,72% dei voti.

## Congressi
- I Assemblea Costituente - Roma, 6 febbraio 1994
- II Assemblea, Verso le Elezioni Europee - Roma, 23 aprile 1994
- I Congresso - Lucca, 22-24 luglio 1994
- II Congresso - Roma, 3-5 febbraio 1995
- III Congresso - Roma, 1º-3 marzo 1996
- IV Congresso - Roma, 16-18 maggio 1997
- V Congresso - Roma, 17-18 gennaio 2001
- VI Congresso - Roma, 18-19 gennaio 2003
- VII Congresso - Firenze, 5 novembre 2005

## Risultati elettorali
| Elezione       | Elezione     | Voti                   | %                      | Seggi |
| -------------- | ------------ | ---------------------- | ---------------------- | ----- |
| Europee 1994   | Europee 1994 | 53.983                 | 0,16                   | -     |
| Politiche 1996 | Camera       | nei Popolari per Prodi | nei Popolari per Prodi | -     |
| Politiche 1996 | Senato       | nell'Ulivo             | nell'Ulivo             | -     |
| Europee 1999   | Europee 1999 | 168.620                | 0,54                   | -     |
| 1.             |              |                        |                        |       |